# Baptiste Grégoire
Pour les articles homonymes, voir Grégoire.
Baptiste Grégoire, né le 13 février 2006 à Besançon, est un coureur cycliste français.

## Biographie
Baptiste Grégoire est né en février 2006 à Besançon. Il est le frère cadet de Romain Grégoire,. Inspiré par son aîné, il se lance dans la compétition cycliste vers l'âge de onze ans, en première année benjamin. Il est formé à l'AC Bisontine sur ses terres natales. 
Lors de la saison 2021, il se fait remarquer en terminant troisième du championnat de France sur route cadets. Il remporte ensuite deux étapes du Tour de l'Ain cadets en 2022. L'année suivante, il intègre l'équipe junior d'AG2R Citroën, tout en restant licencié à l'AC Bisontine. Bon grimpeur, il obtient deux victoires et une dizaine de tops dix dans des courses fédérales. Il finit par ailleurs cinquième de la Classique des Alpes juniors.
En 2024, il quitte le giron d'AG2R Citroën pour bénéficier du suivi de l'équipe continentale de Groupama-FDJ, où évolue son frère Romain. Champion régional, il décroche deux succès et de nouvelles places d'honneur au niveau national. Il remporte aussi une étape ainsi que le classement général de la Gipuzkoa Klasika, inscrite au calendrier de l'UCI. La même année, il se classe sixième du Grand Prix Général Patton, ou encore douzième du Tour du Valromey. Il est également neuvième du Tour du Pays de Vaud, sous les couleurs de l'équipe de France. 
Grâce à ses performances, il signe un premier contrat professionnel de deux ans avec la structure continentale de Groupama-FDJ. Il est prévu qu'il intègre l'effectif dès 2025, pour ses débuts espoirs.

## Palmarès
- 2021
  - 3e du championnat de France sur route cadets
- 2023
  - 2e étape du Tour de la Vallée de la Trambouze
  - Tour du Centre Alsace Junior
  - 2e du championnat de Bourgogne-Franche-Comté sur route juniors
  - 3e du Tour de la Vallée de la Trambouze
- 2024
  - Champion de Bourgogne-Franche-Comté sur route juniors
  - Gipuzkoa Klasika :
    - Classement général
    - 1re étape

  - 1re étape du Tour du Pays d'Olliergues
  - 3e étape de la Ronde de Saône-et-Loire U19
  - 2e du Tour du Pays d'Olliergues
  - 3e du Grand Prix de Plouay juniors